# 蓬莱藤属
蓬莱藤属（学名：Gardneria）是马钱科下的一个属，为攀援状大灌木植物。该属共有5种，分布于亚洲东部和东南部。